# Heckelberg-Brunow
Pour les articles homonymes, voir Brunow (homonymie).
Heckelberg-Brunow est une commune allemande de l'arrondissement de Märkisch-Pays de l'Oder, Land de Brandebourg.

## Géographie
Heckelberg-Brunow se situe au sud du plateau de Barnim, au bord de la lande de Brunow ; au sud-ouest de la commune se trouve le Gamengrund, une gorge glaciaire.
La commune comprend les quartiers de Heckelberg et Brunow.
|               |                        | Falkenberg |
| Sydower Fließ | Heckelberg-Brunow      | Höhenland  |
|               | Beiersdorf-Freudenberg |            |

Heckelberg-Brunow se trouve sur la Bundesstraße 168.

## Histoire
Brunow est mentionné pour la première fois en 1347 sous le nom de Brunowe et Heckelberg en 1340. Au Moyen Age, une ferme sur le territoire du village est la possession de l'abbaye cistercienne de Friedland.
Brunow et Heckelberg fusionnent le 31 décembre 2001.

## Personnalités liées à la commune
- Sophie von Dönhoff (1768-1834), comtesse morte au manoir de Beerbaum
- Ferdinand Zenker (1792-1864), résistant à l'occupation napoléonienne
- Albrecht Hirche (né en 1959), metteur en scène
- Hans Sennewald (né en 1961), rameur